# جو آندرس
جو آلفی وینسلت مندس (انگلیسی: Joe Alfie Winslet Mendes؛ زادهٔ ۲۲ دسامبر ۲۰۰۳) که به‌طور حرفه‌ای با نام جو آندرس (Joe Anders) شناخته می‌شود، بازیگر آمریکایی-بریتانیایی است. او فرزند بازیگر کیت وینسلت و کارگردان فیلم سم مندس و برادر ناتنیِ کوچک‌تر میا تریپلتون، بازیگر بریتانیایی است. آندرس نخستین بار با نقشی کوتاه در فیلم درام جنگی ۱۹۱۷ (۲۰۱۹) وارد سینما شد و سپس در فیلم تلویزیونی درام من روث هستم (۲۰۲۲) و در فیلم زندگی‌نامه‌ای جنگی لی (۲۰۲۳) حضور یافت. نخستین نقش اصلی او در فیلم موزیکال کمدی رمانتیک و روایت بلوغ قطعه هدیه (۲۰۲۳) بود. او همچنین فیلم‌نامهٔ فیلم خداحافظ ژوئن، نخستین تجربهٔ کارگردانی مادرش کیت وینسلت را نیز نوشته است.

## فیلم‌شناسی

### فیلم
| سال  | عنوان     | نقش          | توضیحات          |
| ---- | --------- | ------------ | ---------------- |
| ۲۰۱۹ | ۱۹۱۷      | سرباز ویلاک  | به عنوان جو مندس |
| ۲۰۲۳ | لی        | فرانک کلیمان |                  |
| ۲۰۲۳ | قطعه هدیه | جرج بوبین    |                  |

### تلویزیون
| سال  | عنوان       | نقش       | توضیحات        |
| ---- | ----------- | --------- | -------------- |
| ۲۰۲۲ | من روث هستم | بیلی      | فیلم تلویزیونی |
| ۲۰۲۶ | شرق بهشت    | آرون ترسک | مینی‌سریال      |